# Штиль (фильм)
«Штиль» («Море на рассвете», фр. La mer à l'aube) — военная драма режиссёра Фолькера Шлёндорфа.

## Сюжет
Действие фильма происходит в 1941 году во Франции в лагере для интернированных. Среди заключённых немало французских коммунистов. Это и опытный марксист Тибо, и юный идеалист Ги Моке. Когда бойцы Сопротивления устраняют одного из высокопоставленных немецких офицеров в Нанте, Адольф Гитлер отдаёт приказ казнить 150 французов, в число которых попадают заключённые лагеря.

## В ролях
| Актёр              | Роль          |
| ------------------ | ------------- |
| Лео-Поль Сальман   | Ги Моке       |
| Марк Барбе         | Жан-Пьер Тибо |
| Ариель Домбаль     | Шарми         |
| Ульрих Маттс       | Эрнст Юнгер   |
| Жан-Пьер Дарруссен | отец Мойон    |
| Жан-Марк Руло      | Люсьен Тоя    |
| Чарли Нельсон      |               |

## Награды
- МКФ в Биаррице — приз за лучшую мужскую роль
- МКФ в Люшоне — приз за режиссуру

## Премьеры
- 14 октября 2011 — премьера в мире

- 22 июня 2012 — в России (ММКФ)[1]